# Juventud Peronista Regionales

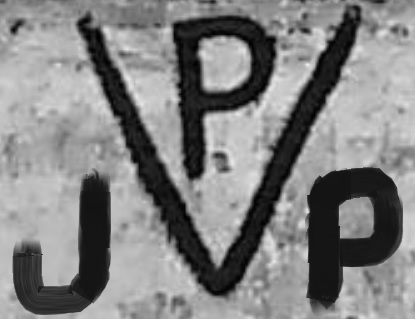
Logotipo de la Juventud Peronista.

La Juventud Peronista Regionales, conocida también simplemente como Juventud Peronista, o la Jotapé, fue una organización juvenil del Movimiento Peronista en Argentina, creada en 1971, que constituyó el principal frente de masas de la organización Montoneros. La agregación del término "regionales", tomado de su organización en siete secciones regionales que abarcaban todo el país, obedece a la necesidad de distinguir históricamente a la Juventud Peronista vinculada a Montoneros, que formó parte de la Tendencia Revolucionaria, de otras agrupaciones e instancias históricas de la Juventud Peronista. La Juventud Peronista Regionales fue dirigida por Rodolfo Galimberti, desde su creación hasta abril de 1973, y desde entonces por Dante "el Canca" Gullo. Muchos de sus líderes y militantes resultaron asesinados o desaparecidos por el terrorismo de Estado, por la Triple A entre 1974 y marzo de 1976, y por la dictadura cívico-militar que se instaló en el poder entre marzo de 1976 y 1983.

## Historia
La Juventud Peronista Regionales tuvo su origen en 1971. Por entonces gobernaba la Argentina desde 1966, una dictadura cívico-militar autodenominada Revolución Argentina. Abolidos los partidos políticos, la oposición se expresó por medios insurrecionales, mediante gran cantidad de puebladas (Cordobazo, Rosariazo, Tucumanazo, etc.) y el surgimiento de varias organizaciones guerrilleras. Entre estas últimas, en 1970 había surgido Montoneros, una organización guerrillera peronista y católica, que dio un golpe impactante al secuestrar y "ejecutar" al exdictador Pedro Eugenio Aramburu. Aramburu había participado del golpe que derrocó al gobierno constitucional presidido por Juan D. Perón, ordenó el secuestro y desaparición del cadáver de Eva Perón, dispuso la prohibición del peronismo y la desperonización obligatoria de la población, y ordenó el fusilamiento de 33 militantes peronistas que se habían sublevado contra la dictadura bajo el comando del general Juan José Valle. El secuestro y ejecución de Aramburu, causó el reemplazo del dictador Onganía y el debilitamiento de la dictadura que se vio obligada a abrir un diálogo con los partidos políticos, incluyendo por primera vez en 16 años al peronismo, para negociar una salida electoral.
En esas condiciones Rodolfo Galimberti, líder de una agrupación universitaria peronista llamada JAEN (Juventudes Argentinas para la Emancipación Nacional), logró conectarse con los líderes de Montoneros para ofrecerse a llevar una carta de la organización guerrillera a Perón, explicando las causas de las "ejecuciones" de Aramburu y el sindicalista José Alonso y sus intenciones de continuar actuando como el brazo armado del movimiento peronista. La carta está fechada el 9 de febrero de 1971.
Galimberti logró que Perón lo recibiera pocos días después en Madrid, donde se encontraba exiliado, y que escribiera una carta de respuesta y grabara un mensaje de audio dirigido a "los compañeros de la juventud", que fue transcripta y publicada por la revista Cristianismo y Revolución en junio bajo el título de "Perón habla a la juventud".
La carta de Perón a Montoneros está fechada el 20 de febrero de 1971. Allí se manifiesta "completamente de acuerdo y encomio todo lo actuado” con respecto a Aramburu y, sobre la "ejecución" de José Alonso, desmiente categóricamente "que haya perturbado plan táctico alguno". Con respecto a la evolución de la situación política, responde que no cree que los militares estén dispuestos a dar elecciones sin proscripciones, pero aclara que “no se puede despreciar la oportunidad de forzar también este factor”, anticipando su apoyo a una salida electoral si se pudiera "forzar" que se realizara en condiciones de libertad. Finalmente, Perón se refiere a la vinculación que Montoneros podría tener con el movimiento peronista en estos términos:

Como les explicará el compañero [por Galimberti], mientras las organizaciones de superficie obedecen a una conducción centralizada, las organizaciones que se encargan de la “guerra revolucionaria” tienen absoluta independencia en su conducción y coordinada nada más que por los objetivos.
Juan Domingo Perón.

En la grabación dirigida a "los compañeros de la juventud", Perón caracteriza la situación diciendo que "la Patria vive días inciertos y dramáticos, sometida al vasallaje de sus fuerzas de ocupación... [en la que] luchar es un deber", negando toda legalidad a la dictadura militar. Habla de la "juventud maravillosa" -una expresión que adquirirá a partir de entonces un peso alegórico para la Juventud Peronista- y se extiende en consideraciones sobre el papel de la lucha armada en aquel momento. Denomina a las organizaciones guerrilleras como "formaciones especiales":

El Movimiento Peronista ha de estar organizado apropiadamente para ello, en forma que permita la lucha orgánica de superficie, y pueda hacer frente también a las formas cruentas que suelen ser impuestas por las dictaduras como la que azota al país en nuestros días. Las formaciones especiales encargadas de lo último, deben tener características especiales y originales, como especiales y originales son las funciones que deben cumplir. Ellas actúan tanto dentro de nuestro dispositivo, como autodefensa, como fuera de él, en la lucha directa de todos los días dentro de las formas impuestas por la guerra revolucionaria.
Juan D. Perón (Perón habla a la juventud)

"A partir del explícito apoyo de Perón y de la simpatía que había concitado la muerte de Aramburu, Montoneros gozaba de una no despreciable popularidad entre las bases peronistas", dice el investigador Lucas Lanusse.
El 30 de junio se sancionó la Ley de Partidos Políticos, restableciendo su legalidad y habilitando la afiliación, iniciando así el tenso camino que culminaría en las elecciones de marzo de 1973. 
Mientras tanto, Galimberti se había convertido en el nexo entre Perón y Montoneros y el 27 de noviembre de 1971, Héctor J. Cámpora, recientemente designado delegado personal de Perón en Argentina, anunció que Perón había nombrado a Galimberti como representante de la Juventud en el Consejo Superior del Movimiento Peronista. Desde esa posición Galimberti crea el Consejo Provisorio de la Juventud Peronista (JP o Jotapé), que a su vez se da una organización en regionales, para unificar a los diversos grupos juveniles que venían actuando separadamente hasta ese momento. En seis meses ya contaba con más de 80.000 militantes. Esa estructura comenzó a funcionar a comienzos de 1972 y sería conocida desde entonces como JP Regionales, que si bien formalmente incluía diversos grupos juveniles peronistas, en los hechos se fue constituyendo gradualmente en el principal "frente de masas" de Montoneros, hasta culminar a mediados de 1973 cuando Montoneros "ya pasa a obtener el control orgánico absoluto de la JP".
Con la organización de la Juventud Peronista, Montoneros abrió el primero de los llamados "frentes de masas", que convocó a la militancia política en áreas específicas. Luego aparecieron la Juventud Universitaria Peronista (JUP), la Juventud Trabajadora Peronista (JTP), la Unión de Estudiantes Secundarios (UES), el Movimiento Villero Peronista, la Agrupación Evita y el Movimiento de Inquilinos Peronistas. Todo el conjunto adoptó la denominación de Tendencia Revolucionaria.
La JP se organizó en siete secciones regionales que abarcaban todo el país. Cada una estaba a cargo de un delegado. Los siete delegados formaban el Consejo Superior de la Rama Juvenil, presidido por el responsable de la JP a nivel nacional, con el cargo de asesor del presidente de la República en Asuntos de la Juventud, reconociendo como máxima conducción al general Juan D. Perón.
La sede central de la JP estaba ubicada en la calle Chile 1468, de la Capital Federal. En 1973 las siete regionales y sus responsables eran los siguientes:
- Regional I (Capital Federal, Buenos Aires y La Pampa): Juan Carlos Añón
- Regional II (Santa Fe y Entre Ríos): Jorge Obeid
- Regional III (Córdoba, Santiago del Estero y Catamarca): Miguel Ángel Mossé
- Regional IV (Formosa, Chaco, Corrientes y Misiones): Guillermo Amarilla
- Regional V (Salta, Jujuy, La Rioja y Tucumán): Ismael Salame
- Regional VI (San Juan, Mendoza y San Luis): Luis Orellana
- Regional VII (Neuquén, Río Negro, Chubut, Santa Cruz y Tierra del Fuego): Hernán Ossorio

En abril de 1973, Perón desplazó a Galimberti de la conducción de la Juventud Peronista, debido a sus declaraciones públicas proponiendo crear milicias populares, a pocos días de que asumiera el gobierno democrático liderado por el peronista Héctor J. Cámpora. En su reemplazo Perón designó a Juan Carlos Dante Gullo.
La Juventud Peronista adoptó un método de organización popular en los barrios obreros periféricos de las ciudades, instalando unidades básicas en todas ellas. En 1973 era la organización con mayor capacidad de movilización popular del país, junto a la CGT.
Luego de la Masacre de Ezeiza y el asesinato de Rucci, la Juventud Peronista y el resto de las organizaciones de la Tendencia, comenzaron a quedar aisladas del resto del peronismo y pasaron a ser blanco de la organización terrorista de extrema derecha Triple A, dirigida por el ministro de Bienestar Social, José López Rega. La persecución se incrementó exponencialmente luego de la muerte de Perón, el 1 de julio de 1974.
El 6 de septiembre de 1974 Montoneros anunció en conferencia de prensa secreta su pase a la clandestinidad, con todas las organizaciones que integraban la Tendencia. El anuncio lo realizó Mario Firmenich, primer comandante de Montoneros, acompañado de Adriana Lesgart (Agrupación Evita), José Pablo Ventura (JUP), Enrique Juárez (JTP) y Juan Carlos Dante Gullo por la Juventud Peronista. A partir de ese momento los "frentes de masas" dejaron de existir como tales y sus integrantes pasaron a formar parte orgánica de la estructura político-militar de Montoneros, hasta su disolución progresiva en el curso de la década de 1980.
Muchos de sus líderes y militantes resultaron asesinados o desaparecidos por el terrorismo de Estado, por la Triple A entre 1974 y marzo de 1976, y por la dictadura cívico-militar que se instaló en el poder entre marzo de 1976 y 1983.
La herencia histórica de la Juventud Peronista ha sido reivindicada por diversas organizaciones juveniles, luego de que la democracia fuera reconquistada en diciembre de 1983. En 2003 fue elegido presidente de la Nación, Néstor Kirchner, quien había pertenecido de joven a la Tendencia, al igual que Cristina Fernández de Kirchner, quien fuera elegida presidenta en 2007 y 2011, y vicepresidenta en 2019. Durante estos gobiernos, ocuparon cargos de alta responsabilidad institucional muchas personas que habían militado en las distintas organizaciones de la Tendencia. En el curso de los gobiernos de ambos, reapareció con fuerza la militancia juvenil y particularmente la identificación con la militancia de la Juventud Peronista en la década de 1970.
Una de las canciones más interpretadas por las organizaciones juveniles que reivindican la continuidad con la Juventud Peronista Regionales dice así:

Somos de la gloriosa Juventud Peronista,
somos los herederos de Perón y de Evita,
a pesar de las bombas, de los fusilamientos,
los compañeros muertos, los desaparecidos,
¡No nos han vencido!